# The Unpainted Woman
The Unpainted Woman é um filme de drama mudo produzido nos Estados Unidos, dirigido por Tod Browning e lançado em 26 de março de 1919.
Seu estado de conservação é classificado como desconhecido, sugerindo a ser um filme perdido.